# Station de Kiruna

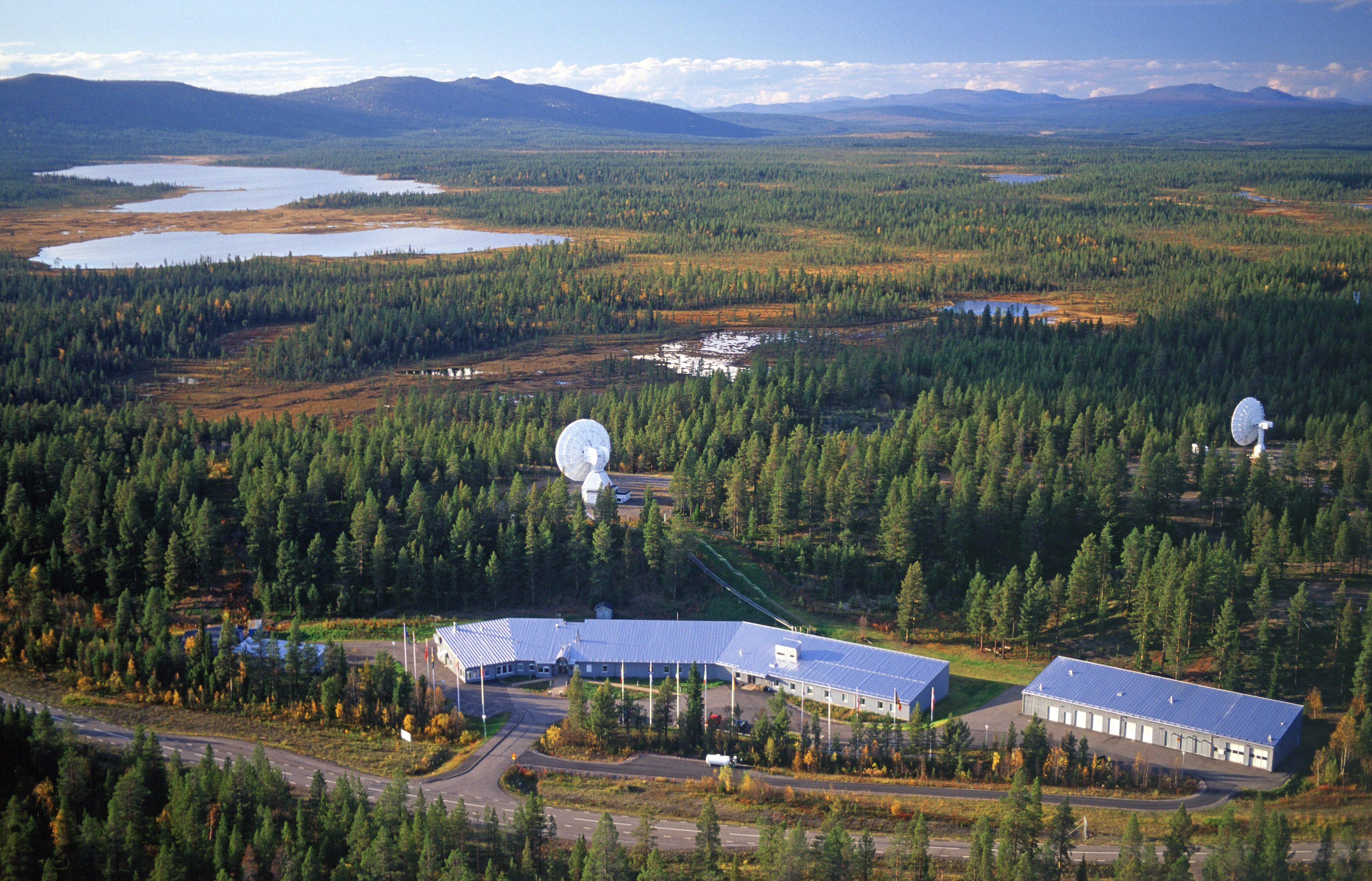
La station de Kiruna près de Salmijärvi à 38 km à l'est de Kiruna au nord de la Suède.

La station de Kiruna est une station terrestre d'antennes radio paraboliques située à Salmijärvi à 38 kilomètres à l'est de Kiruna en Suède. Elle fait partie du réseau  de stations de télécommunications ESTRACK utilisé par l'Agence spatiale européenne pour contrôler ses satellites et récupérer les données télémétriques et scientifiques. La station, qui est située au nord du Cercle polaire arctique,  est utilisée pour des missions de l'ESA placées en orbite polaire comme  ENVISAT, GOCE et CryoSat-2. La station se trouve à quelques kilomètres de la base d'Esrange utilisée pour le lancement de fusées-sondes et de ballons-sondes.
La station dispose de deux antennes paraboliques situées à une altitude d'environ 400 mètres.
- KIR-1 est une antenne de 15 mètres de diamètre pouvant recevoir et émettre en bande S et recevoir en bande X.
- KIR-2 est une antenne de 13 mètres de diamètre pouvant recevoir et émettre en bande S et recevoir en bande X.